# Шпичкине
Шпи́чкине — проміжна залізнична станція Лиманської дирекції Донецької залізниці на електрифікованій лінії Слов'янськ — Костянтинівка між станціями Краматорськ (3 км) та Слов'янськ (10 км). Розташована в селищі Ясногірка Краматорського району Донецької області.

## Історія
Впродовж 1910—1911 років була побудована Північно-Донецька залізниця, на якій відкрита друга станція Краматорська (сучасна — Шпичкине), тоді як кінцева станція відгалуження Північно-Донецької залізниці]] від станції Лиман, на той час — перша побудована станція Краматорська належала Південним залізницям.

## Пасажирське сполучення
На станції Шпичкине зупиняються лише приміські поїзди.